# One Convention Place
One Convention Place (ook McKay Tower) is een kantoorgebouw in het centrum van Seattle. Het gebouw telt 26 verdiepingen, waarvan vier ondergronds en is 103,33 meter hoog. Daarmee is One Convention Place het op 36 na hoogste gebouw van Seattle. De bouw begon in 1998 en werd voltooid in 2001. Het kantoorgebouw is gebouwd in de moderne stijl en het interieur heeft een oppervlakte van ongeveer 45.000 m². Hiervan is ongeveer 28.650 m² kantoorruimte, 4.500 m² conventieruimte en 11.500 m² parkeerruimte. One Convention Place heeft in totaal 257 parkeerplaatsen. Alle kantoorruimte bevindt zich in de toren, die 16 verdiepingen hoger is dan de rest van het gebouw. Onder de kantoortoren bevindt zich het "Washington State Convention Center".
One Convention Place werd op 17 juni 2003 door Reef Funds gekocht van Virginia Retirement System voor 89,5 miljoen Amerikaanse dollar.
Het gebouw heeft een stalen frame en aan de buitenkant glas.